# Träleborg

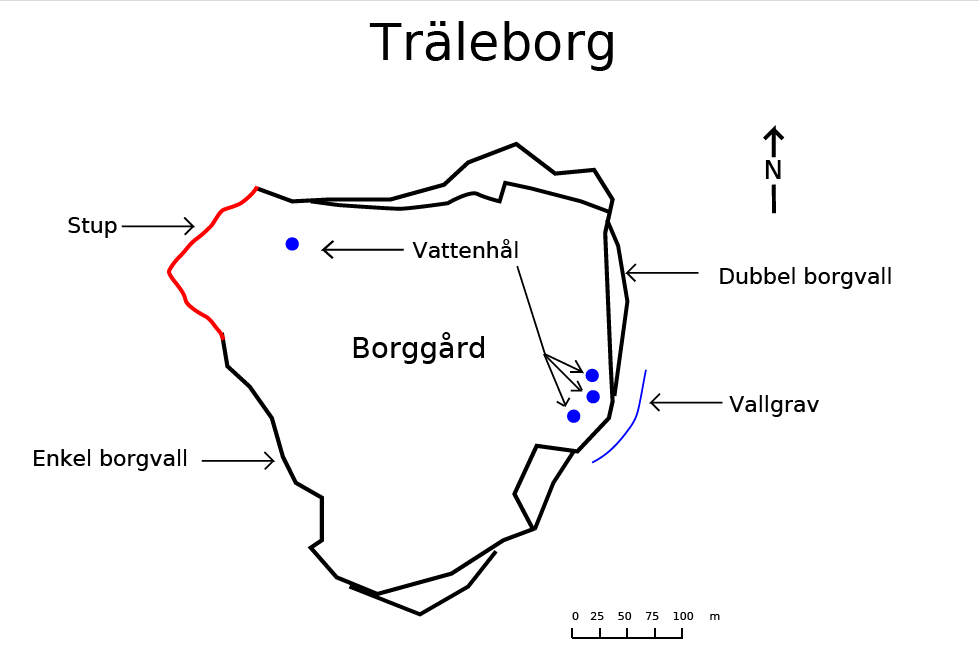
Träleborg

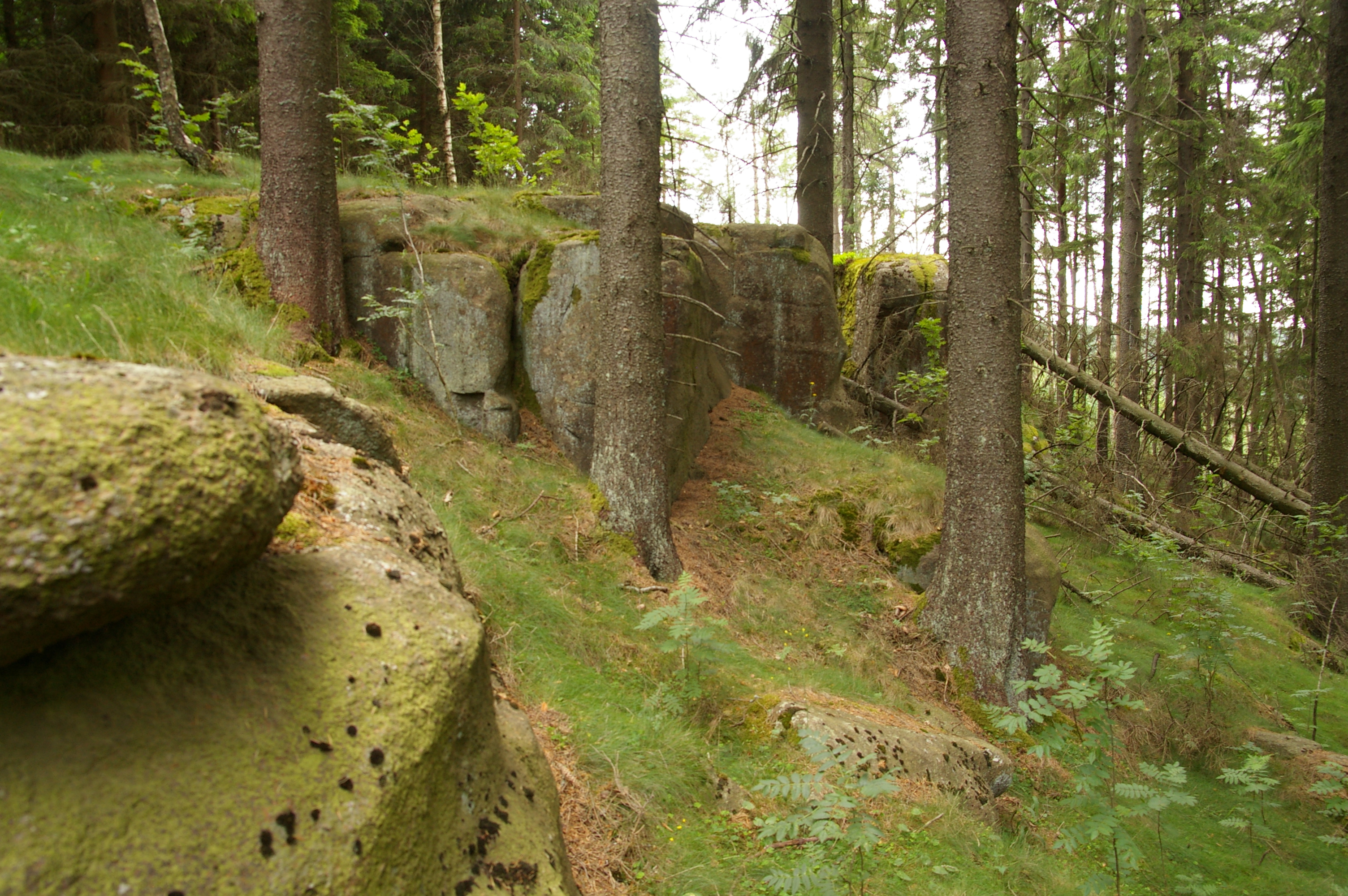
Natürliche Felsformationen an der Ostseite der Träleborg

Die Träleborg (auch Mössebergs Fornborg genannt) ist eine steinzeitliche Höhenburg (schwedisch Fornborg), in der Gemeinde Falköping im Bohuslän in Schweden. Auffällig ist die Namensähnlichkeit mit den späteren Wikingerburgen Trelleborg in Dänemark und der Trelleborg nahe der Gemeinde Trelleborg in Südschweden. Der Name oder der Präfix ist in Dänemark (Trælborg), Norwegen und Schweden häufiger (auch als Ortsname) anzutreffen.
Die Träleborg ist mit 200.000 m² im Vergleich zur Hallebergs fornborg in Västergötland, Grogarnsberget und der Torsburg (beide auf Gotland) eine kleinere Burg dieses Typs. Ihr Umfang beträgt etwa 1150 Meter. Sie wurde Mitte der 1980er Jahre ausgegraben.

## Beschreibung
Die Anlage wird an drei Seiten von einer 1–16 m breiten, 0,2–2,0 m hohen und 770 m langen Mauer begrenzt. Spuren von Pfostenlöchern im Mauerzug werden als Pfähle einer Palisade interpretiert. Die Westseite, dort wo die Klippe etwa 80 m tief abfällt, ist ohne bauliche Elemente und hat auch keine Palisadenspuren. Die meisten der rund 5.000 m³ Steine stammen vom Fuß des Berges. Entlang mehrerer flacher Abschnitte mit einer Gesamtlänge von 420 m bestehen Doppelmauern, deren Abstand zwischen 5,0 und 18,0 Meter variiert. Sie liegen im Bereich der Zugänge. Eine Wasserversorgung der Hochfläche erfolgte über vier Gruben, in denen sich Regen- oder Schmelzwasser sammelte.

## Datierung
Im Jahr 1933 vermaß Einar Magnusson (1891–1977) die Träleborg. 1985/86 fand eine Teilausgrabung statt. Um die Träleborg wurden Goldschätze aus der Eisenzeit gefunden (Ållebergskragen und Timboholmsschatz). Daher wurde erwartet, dass die Burg in dieser Zeit erbaut wurde. Die C14-Analyse zeigte jedoch, dass die Burg etwa 2800 v. Chr. gebaut wurde.
Im Jahr 1985 waren aus Nordeuropa nur die neolithischen Erdwerke von Sarup in Dänemark bekannt. Daher war man angesichts dieser Datierung skeptisch. Mehrere Neufunde und Datierungen von Erdwerken der Trichterbecherkultur relativierten das Ganze. Die Virkelsborg außerhalb von Vara wurde in die frühe Bronzezeit datiert, so dass eine lange Nutzungsperiode derartiger Bauwerke vorliegt. Reste von Steinzeitsiedlungen und die große Menge an Gräbern der Steinzeit am Hornborgasjön und im Falbygden machen es möglich, dass die endneolithische Bauern die Träleborg errichteten.

## Nutzung
Über die Funktion der Anlagen gibt es mehrere Theorien. Zwar lassen die Baulichkeiten eine Verteidigungsanlage vermuten, doch ist diese bei der Größe schwer zu sichern. Daher werden die Fornborgar mit slawischen Burgen verglichen, die ähnlich den späteren mittelalterlichen Städten geschützte Wohnstätte und religiöses Zentrum waren. Auch die Funktion als Fluchtburg kommt bei einigen in Betracht, allerdings sollte es sich um einen einheitlichen Nutzungsgrund handeln.
Im Nordwesten Finnlands kommen ähnliche Burg-Strukturen vor, die dort Jätinkirkko (dt. Riesenkirchen) genannt werden und auch aus der Steinzeit stammen.